# Oidor
Oidor (spanisch: „Anhörer“) war die Bezeichnung der richtenden Mitglieder der Real Audiencias oder Chancillerías, Richtergremien, welche im Königreich Kastilien entstanden und zu den höchsten Organen der Rechtsprechung und Verwaltung im imperialen Spanien in der Neuen Welt zählten.

## Begriff und prozessuale Rolle
Die Bezeichnung leitet sich von der Aufgabe ab, die Streitparteien im Gerichtsverfahren im Namen des Königs anzuhören, vor allem in der als fase de alegatos bezeichneten Einlassungsphase, in der die Prozessbeteiligten ihre Vorbringen darlegen. Oidores waren Letrados, Personen, die Rechtswissenschaft an einer Universität studiert hatten.
Oidores ließen sich die von Relatores (Berichterstattern) aufbereiteten Fälle vorstellen.

## Ursprung des Amtes
Ursprünglich oblag die Aufgabe der Rechtspflege allein dem König und wurde von ihm persönlich wahrgenommen. Am Hof von Alcalá (Cortes de Alcalá) wurde 1348 beschlossen, dass mindestens wöchentlich eine öffentliche Sitzung stattzufinden habe, in der sich die königlichen Asesores (Ratgeber) als Vertreter der königlichen Macht versammeln und in seinem Namen Recht sprechen. Die Oidores bildeten in diesem Zusammenhang ein neues Organ, die Audiencia (wörtlich „Anhörung“), welche vom König mit der Rechtspflege betraut wurde.

## Spanische Kolonien
In den spanischen Kolonien in Amerika wurden die Oidores mit den gleichen Aufgaben und Zuweisungen betraut wie in Spanien. Sie hatten daneben noch weitere hoheitliche Aufgaben. So fungierten die Oidores de las Audiencias nicht nur als Richter der Audiencia, sondern hatten Aufgaben als Juez de la Santa Cruzada (Militärrichter), Juez de Censos (Richter in Steuerrechtsangelegenheiten), Juez de Bienes de difuntos (Erbrichter, wörtlich "Richter über die Güter der Verstorbenen") oder Oidor Juez de Casados (Familiengericht).
In Mexiko und Lima gab es das Amt des Alcalde del Crimen (Strafrichter).
Es kam häufig zu Amtsenthebungen einzelner Oidores.
Beim Tod oder Amtsunfähigkeit eines Gouverneurs oder Vizekönigs wurde der (dienst)älteste Oidor übergangsweise geschäftsführender Gouverneur, obwohl er in der Audiencia saß, welche über die Amtsführung im Streitfall zu entscheiden hatte.

## Oidor Eclesiástico
Oidores eclesiásticos waren Kleriker mit Kirchenrechtsstudium, welche an Kirchengerichten über Kirchenrechtssachen entschieden, wozu damals auch Strafsachen gegen Kleriker gehörten.